# Franz Zajicek (Architekt)
Franz Zajicek (* 13. April 1912 in Wien; † 2006) war ein österreichischer Architekt.

## Leben
Zajicek besuchte die Bürgerschule in Wien und machte anschließend eine Tischlerlehre. Danach folgte eine Ausbildung als technischer Zeichner im Atelier von Michael Mucha. 1933–1934 war er Abendschüler an der Meisterklasse von Oskar Strnad an der Wiener Kunstgewerbeschule (Bühnenbild und Inneneinrichtung). Ab 1936 arbeitete Zajicek selbständig.
Im Zweiten Weltkrieg eingerückt, verlor er 1945 durch einen Bombenangriff seine Wohnung in Wien und übersiedelte nach Waidhofen an der Ybbs. In der Folge arbeitete er viel in Niederösterreich. Er lebte lange in Gresten und ging 1982 in Pension.

## Werk
Franz Zajicek begann zunächst mit zahlreichen Innen- und Geschäftseinrichtungen. Nach dem Krieg war er vor allem für die Errichtung der Umspannwerke in Wien verantwortlich.

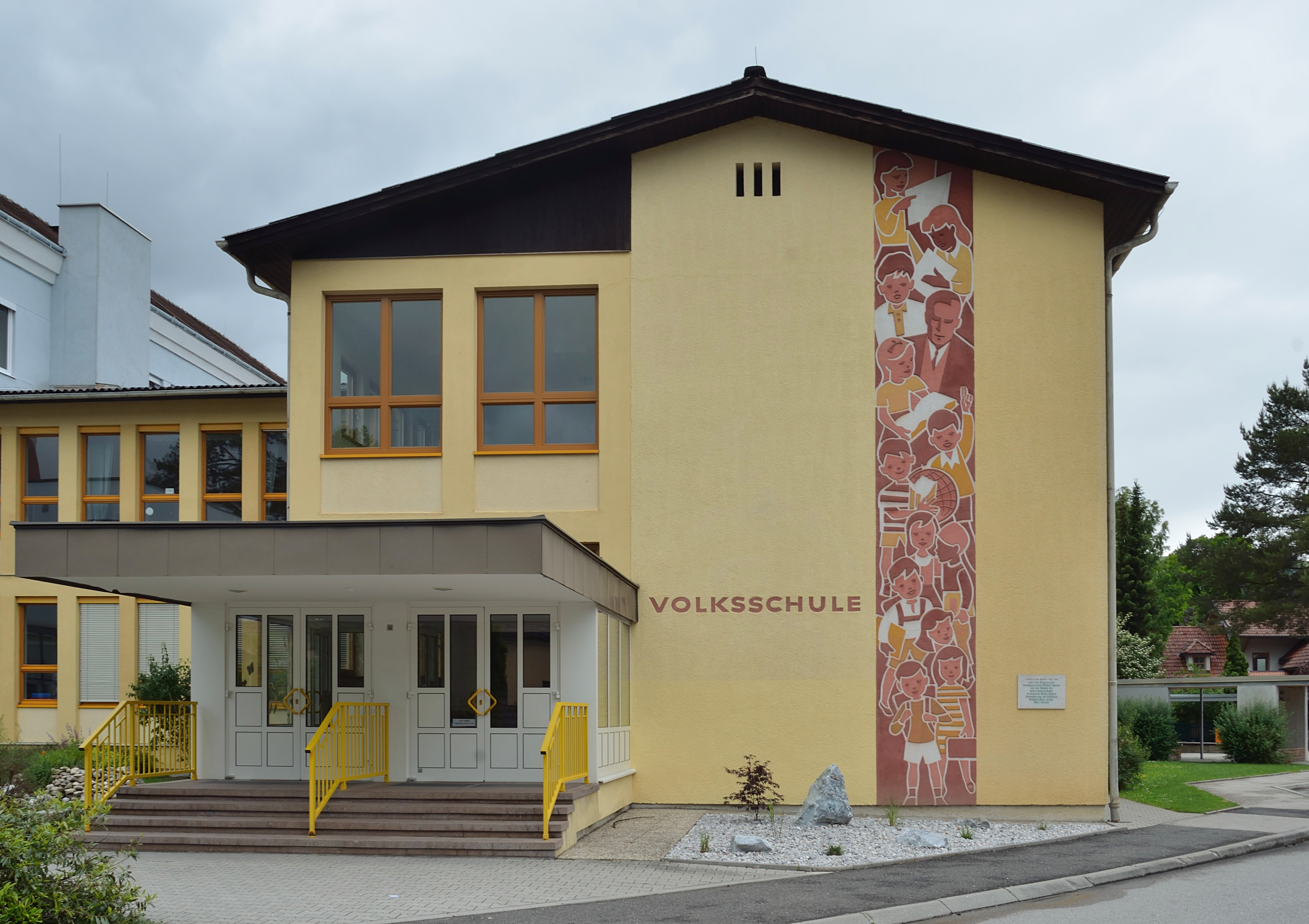
Volksschule Gresten (1965–1966)

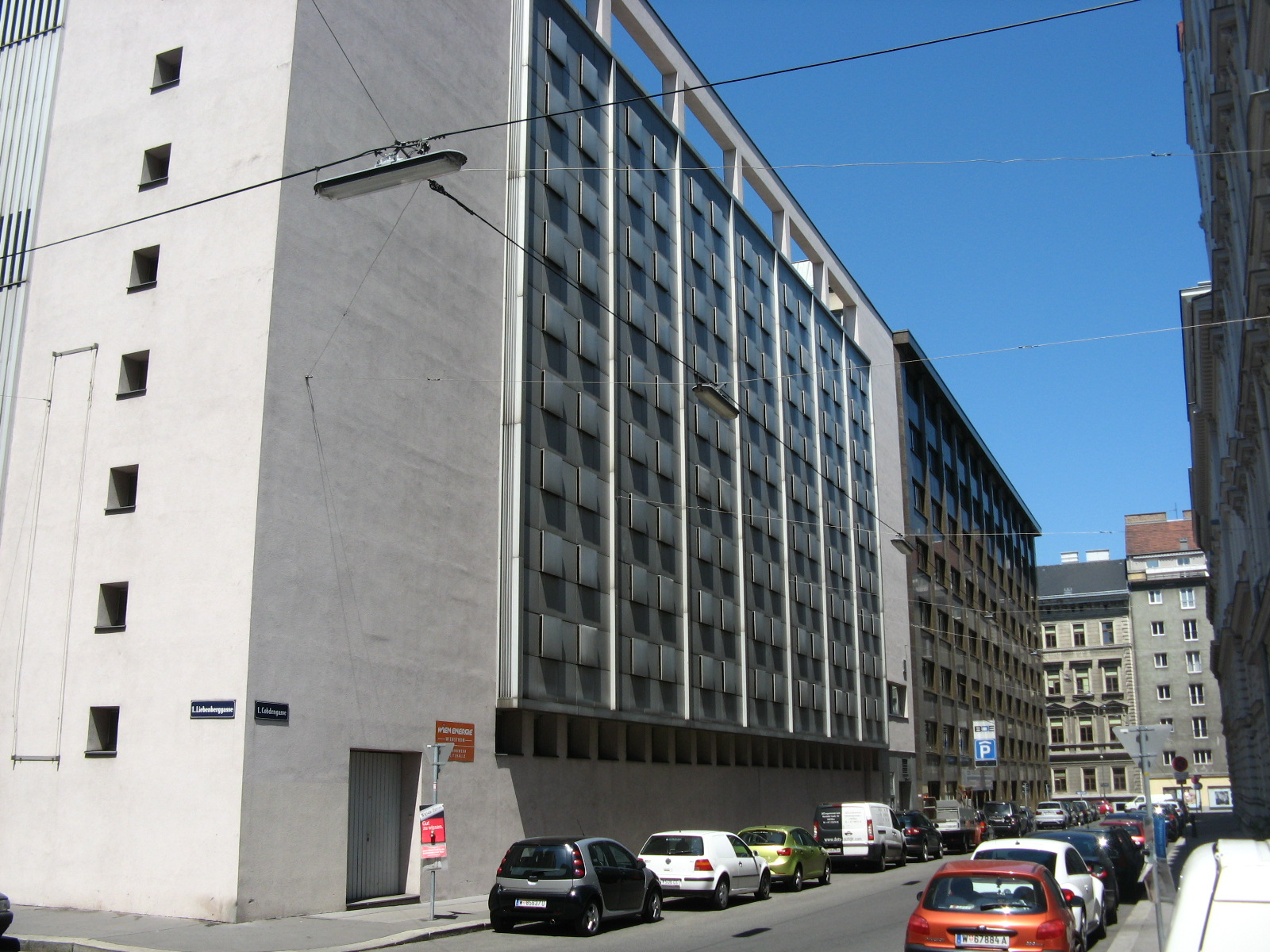
Umspannwerk Zedlitzhalle, Wien 1 (1969–1970)

- Inneneinrichtung Franz Zajicek, Stubenring, Wien 1 (1936)
- Arztpraxis Dr. Stättermayer, Arnsteingasse, Wien 15 (1936)
- Umbau und Einrichtung der Parfümerie Mayer "MEM", Lobkowitzplatz 1, Wien 1 (1936)
- Ordination Dr. Müller, Mariahilfer Straße, Wien 7 (1937)
- Umgestaltung von Lokal und Portal der Ofenfabrik Celus, Rotensterngasse 21, Wien 2 (1937–1938)
- Umgestaltung des Bierlokals Smutny, Elisabethstraße 8, Wien 1 (1938)
- Um- und Ausbau der Holzbaufabrik Hermann Otte, Brigittenauer Lände, Wien 20 (1938)
- Parfümerieausstellung im Institut für Gewerbeförderung, Severingasse / Wilhelm-Exner-Gasse, Wien 9 (1938)
- Umbau und Einrichtung des Kaufhauses Löwenstein, Scheibbs (1938–1939)
- Um- und Zubau des Rathauses, Waidhofen an der Ybbs (1938)
- Arztpraxen Dr. Köhler und Dr. René Fitsch-Nitsch, Währinger Gürtel, Wien 18 (1938)
- Wohnhausanlage der Gemeinde Wien, Goldschlagstraße 148–158, Wien 14 (1951–1956), mit Rudolf Bazalka, Hans Dedek und Hans Wölfl
- Neubau der Umspannwerke für die Gemeinde Wien (ab 1955)
- Wohnhausanlage der Gemeinnützigen Wohn- und Siedlungs-Genossenschaft Volksbau, Felbigergasse 90, Wien 14 (1956–1958)
- Leopold-Mayrhofer-Hof, Steckhovengasse 20, 1130 Wien (1957–1959)
- Volksschule, Gresten (1965–1966)
- Kaufhaus Thon, Hernalser Hauptstraße 155, Wien 17 (1966)
- Hochbauten der Hauptkläranlage Wien, Wien 11 (1968)
- Waffengeschäft Springer, Graben 10, Wien 1 (1975)
- Schuhhaus Vögele, Mariahilfer Straße 60, Wien 7 (1975)

Weitere Geschäftsbauten in Waidhofen an der Ybbs, Melk, Wieselburg und Wien nach dem Krieg.